# Ursinia
Ursinia es un género con 99 especies descritas de plantas fanerógamas, perteneciente a la familia Asteraceae. Es originario del sur de África. 

## Taxonomía
El género fue descrito por Joseph Gaertner y publicado en De Fructibus et Seminibus Plantarum. . . . 2: 462, en el año 1791. Es el único género de la subtribu Ursiniinae.
Etimología
Ursinia: nombre genérico que fue otorgado en honor del profesor Johannes Heinrich Ursinus 1608-1667.

## Especies
1. Ursinia abrotanifolia
2. Ursinia alpina
3. Ursinia anethoides
4. Ursinia anthemoides
5. Ursinia brachyloba
6. Ursinia cakilefolia
7. Ursinia caledonica
8. Ursinia calenduliflora
9. Ursinia chrysanthemoides
10. Ursinia coronopifolia
11. Ursinia dentata
12. Ursinia discolor
13. Ursinia dregeana
14. Ursinia eckloniana
15. Ursinia filipes
16. Ursinia foeniculacea
17. Ursinia frutescens
18. Ursinia heterodonta
19. Ursinia hispida
20. Ursinia macropoda
21. Ursinia merxmuelleri
22. Ursinia montana
23. Ursinia nana
24. Ursinia nudicaulis
25. Ursinia odorata
26. Ursinia oreogena
27. Ursinia paleacea
28. Ursinia paradoxa
29. Ursinia pilifera
30. Ursinia pinnata
31. Ursinia punctata
32. Ursinia pygmaea
33. Ursinia quinquepartita
34. Ursinia rigidula
35. Ursinia saxatilis
36. Ursinia scariosa
37. Ursinia sericea
38. Ursinia serrata
39. Ursinia speciosa
40. Ursinia subflosculosa
41. Ursinia tenuifolia
42. Ursinia tenuiloba
43. Ursinia trifida